# Bernd Duvigneau
Bernd Duvigneau (n. 3 decembrie 1955, Magdeburg, RDG) este un canoist ce a reprezentat Germania, medaliat olimpic. A participat la 2 ediții ale Jocurilor Olimpice (1976, 1980) în care a câștigat o medalie de aur și o medalie de bronz.